# 熱烈ANSWER
「熱烈ANSWER」（ねつれつアンサー）は、小野大輔の4枚目のシングル。2010年12月22日にLantisから発売された。

## 概要
前作「キンモクセイ」から約1年3ヶ月ぶりのリリース。

CD+DVDの仕様でリリースされ、DVDには表題曲のPVが収録されている。
表題曲「熱烈ANSWER」は、テレビアニメ『バトルスピリッツ ブレイヴ』のエンディングテーマとして使用されており、自身の名義では初のアニメタイアップ作品となった。

### 主な記録
2011年1月3日付のオリコンウィークリーチャートでは自身初となる5位を獲得した。初動売上は1.0万枚であり前作から約4000枚増加した。2010年12月22日付のオリコンデイリーチャートでは2位を獲得し、自身初のデイリーTOP3入りを果たした。
声優の個人名義でのシングル作品のオリコンチャートのトップ10入りは、2010年12月27日付のシングルチャートで6位を獲得した神谷浩史の「For myself」以来。また、キャラクター名義のシングルを含めると同週のチャートで、テニプリオールスターズの「Love Festival」が7位を獲得している。2011年1月3日付Billboard JAPANアニメ楽曲チャート「Hot Animation」では第1位を獲得した。声優の作品が同チャートの首位を獲得するのは2010年12月27日付の神谷浩史の「For myself」以来。

## 批評
hotexpressの山本純は、「「胸、汗かいた？　だったらもっと爪を立てて」と、ファンクなホーンサウンドにのせて艶やかに歌いきってしまう所は、“彼らしさ”を象徴していると言えるだろう。」と評した。

## 収録曲
（全作曲・編曲：増田武史）
1. 熱烈ANSWER [3:55]
作詞：畑亜貴
  - テレビアニメ『バトルスピリッツ ブレイヴ』エンディングテーマ
2. Shinin' Days [4:11]
作詞：増田武史・こだまさおり
3. 熱烈ANSWER（off vocal）
4. Shinin' Days（off vocal）

DVD
1. 熱烈ANSWER（PV）